# Final Justice (film, 1988)
Pour plus de détails, voir Fiche technique et Distribution.
Final Justice (霹靂先鋒, Pik lik sin fung) est un film d'action hongkongais réalisé par Parkman Wong et sorti en 1988 à Hong Kong.
Stephen Chow reçoit le Golden Horse du meilleur acteur dans un rôle secondaire pour ce film.
Il totalise 8 916 612 HK$ de recettes au box-office.

## Synopsis
Le policier Cheung Tit-chu (Danny Lee) du district de Wan Chai obtient des résultats exceptionnels dans son secteur mais son style dur attire de nombreuses plaintes à son égard. Son nouveau supérieur, l'inspecteur en chef Lo Tai-wai (Ricky Wong), est mécontent de lui, l'accusant de désobéir aux ordres de ses supérieurs, alors qu'il est fréquemment dépassé de vitesse par Cheung.
Un jour, le criminel appelé le « Juge » (Shing Fui-on) est libéré de prison, reforme sa bande composée de Taureau (Tommy Wong), Poulet (Ho Ka-kui (en)) et Smut (Victor Hon),et prépare un plan de grande envergure. C'est alors qu'un petit voleur de voiture (Stephen Chow), qui le considère comme son idole et lui obéit volontiers, se fait arrêté par Cheung pendant un vol.
La bande du « Juge » utilise la voiture volée pour braquer un casino clandestin, tuant plusieurs clients. Lo considère le voleur de voiture comme un complice et l'accuse de vol et de meurtre. Cependant, Cheung pense qu'il est innocent et est déterminé à trouver de nouvelles preuves pour renverser les accusations.

## Fiche technique
- Titre : Final Justice
- Titre original : 霹靂先鋒 (Pik lik sin fung)
- Réalisation : Parkman Wong
- Scénario : James Fung (d'après une histoire de Chung Hon-chiu)
- Photographie : Choi Wai-kei
- Montage : Robert Choi
- Musique : The Melody Bank
- Production : Danny Lee
- Société de production : Magnum Films
- Société de distribution : Filmation (États-Unis)
- Pays de production :  Hong Kong
- Langue originale : cantonais
- Format : couleur
- Genre : Action, policier et thriller
- Durée : 95 minutes
- Dates de sortie :
  - Hong Kong : 23 juin 1988
  - Taïwan : 2 juillet 1988
  - Corée du Sud : 5 mai 1989

## Distribution
- Danny Lee : le policier Cheung Tit-chu
- Stephen Chow (crédité sous le nom de Stephen Chiau) : le voleur de voiture
- Shing Fui-on : le « Juge »
- Ho Ka-kui (en) : Poulet
- Ken Lo : Kong
- Tommy Wong (crédité sous le nom de Wong Kwong-lung) : Taureau
- Victor Hon : Smut
- Ricky Yi Fan-wai : Lo Tai-wai
- Chiu Jun-chiu : le sergent Chiu